# Chiasmocleis hudsoni
Chiasmocleis hudsoni é uma espécie de anfíbio da família Microhylidae.
Pode ser encontrada nos seguintes países: Brasil, Guiana Francesa, Guiana, Suriname, Venezuela e possivelmente em Colômbia.
Os seus habitats naturais são: florestas subtropicais ou tropicais húmidas de baixa altitude, marismas intermitentes de água doce, jardins rurais e florestas secundárias altamente degradadas.
Está ameaçada por perda de habitat.